# Lions de Savigny
I Lions de Savigny sono una squadra di baseball francese con sede a Savigny-sur-Orge. Militano attualmente in Division 1, massima serie del campionato francese di baseball.

## Storia
Nati nel 1982, approdarono al più alto campionato nazionale, l’Élite, nel 1985. In poco tempo diventarono una delle squadre più competitive: arrivarono in finale nel 1988 e nel 1990, ma persero entrambe le volte dal Paris UC. Il club conobbe i suoi anni migliori a cavallo del 2000, quando, dal 1998 al 2004, vinsero quattro campionati battendo in finale in ogni occasione i Barracudas de Montpellier. Nel medesimo periodo giunse in finale di Coppa CEB per due volte e conquistò due Challenge de France (torneo che allora era appena nato).
Nel 2009 e nel 2010 giocò due nuove finali per il titolo, ma non ebbe la meglio sul Rouen Huskies. Negli anni seguenti i Lions scesero progressivamente in classifica, rischiando la retrocessione, ma nel 2019 sono arrivati quarti ai play-off. Nel 2022 sono giunti alla finale sia di campionato sia di coppa nazionale, ma in ambedue le occasioni hanno ceduto agli Huskies.

## Palmarès
- Campionati francesi: 5

1998, 1999, 2001, 2002, 2004
- Challenge de France: 2

2003, 2005

### Altri piazzamenti
- Campionato francese:

secondo posto: 1988, 1990, 2003, 2005, 2009, 2010, 2022
- Challenge de France:

finalista: 2006, 2008, 2009, 2011, 2012, 2022
- Coppa CEB:

finalista: 1998, 2001
- Coppa delle Coppe (baseball):

finalista: 2006